# Pianico
Pianico [ˈpjaːniko] (Piènech [ˈpjɛnɛk] o Piànech [ˈpjanɛk] in dialetto bergamasco) è un comune italiano di 1 430 abitanti della provincia di Bergamo in Lombardia. Situato al termine della Val Borlezza, dista circa 40 chilometri a nord-est dal capoluogo orobico.

## Il territorio
Il territorio è reso molto importante dalla grande quantità di fossili, di reperti archeologici e minerali (tra cui lignite ed argilla) dovuti all'esistenza, nell'era preistorica, di un bacino lacustre.

Questo comprendeva, oltre al territorio comunale di Pianico, anche l'attuale zona di Sellere, nel vicino comune di Sovere.

## Storia
Le origini del paese risalgono all'epoca romana, come confermano alcuni ritrovamenti di materiale risalente a quel periodo, nonché all'accertata presenza dei colonizzatori nei paesi limitrofi, tra cui Castro e Sovere.
Pare difatti che i Romani utilizzassero la zona per controllare lo sbocco della stessa valle Borlezza verso la Val Camonica, centro nevralgico dei trasporti e dei commerci.
Al termine della dominazione romana, il paese subì le scorrerie di alcune tribù barbare, tra cui gli Alani e gli Ungari, che perpetrarono saccheggi ai danni della popolazione, la quale dovette subire anche pestilenze e terremoti.
Il territorio, dopo essere passato sotto la dominazione longobarda prima, e del Sacro Romano Impero poi, fu ceduto al vescovo della città di Bergamo come riconoscimento dei favori compiuti in sede dei trattati di pace, con un editto redatto nel 1168.
I secoli seguenti, in pieno periodo medievale, videro il paese al centro delle dispute fratricide tra guelfi e ghibellini. A tal periodo risale un castello, di cui ora si sono perse le tracce, di proprietà della famiglia Foresti. Attorno a questa fortificazione venne costruito il paese, che tuttora ricorda un borgo medievale. Gli scontri ebbero il loro apice nel corso del XIV secolo, e terminarono soltanto con l'annessione del territorio alla Repubblica di Venezia.
Con il declino della famiglia Foresti, anche il paese subì un drastico ridimensionamento, e nei secoli successivi seguì le sorti del resto della provincia di Bergamo.

### Simboli
Lo stemma e il gonfalone sono stati concessi con decreto del presidente della Repubblica del 27 giugno 1983.
Il castello allude al fortilizio anticamente di proprietà della famiglia Codeferri di Solto Collina, posto in posizione strategica tra la fine della Valle Cavallina e l'inizio della Valle Camonica, del quale oggi rimangono pochi resti. I colli rappresentano l'altura di Quaia. L'ingranaggio simboleggia le attività industriali e artigianali che hanno nel tempo hanno soppiantato l'agricoltura.
Il gonfalone è un drappo di rosso e di azzurro.

## Monumenti e luoghi di interesse
Molto suggestivo risulta essere il centro storico, di origine medievale. Costruito su un piccolo colle che svetta sulle aree circostanti, ha mantenuto le peculiarità dell'epoca in cui venne costruito.
Qui era presente anche l'antica chiesa parrocchiale dedicata a San Zenone, demolita nella seconda metà del XX secolo per lasciare spazio al nuovo edificio religioso che, edificato nel 1925, è intitolato allo stesso santo.
Frontalmente a essa si possono ammirare il monumento dedicato ai caduti e una torre campanaria appartenente dapprima a una fortificazione, e poi a una chiesa risalente al XIX secolo e demolita anch'essa per fare spazio alla nuova parrocchiale.

## Società

### Evoluzione demografica
Abitanti censiti

## Amministrazione
| Periodo        | Periodo        | Primo cittadino  | Partito                               | Carica  | Note |
| -------------- | -------------- | ---------------- | ------------------------------------- | ------- | ---- |
| 15 aprile 2008 | 26 maggio 2013 | Angelo Chigioni  | lista civica Per Pianico 2008         | sindaco |      |
| 27 maggio 2013 | 9 giugno 2018  | Clara Sigorini   | lista civica Pianico nel cuore        | sindaco |      |
| 10 giugno 2018 | in carica      | Maurizio Pezzoli | lista civica Tradizione e innovazione | sindaco |      |